# Garbaya Yelwa
Garbaya Yelwa est un village de la commune de Tignère situé dans la région de l'Adamaoua et le département du Faro-et-Déo.

## Population
Lors du recensement de 2005, le village comptait 2 035 personnes, 996 de sexe masculin et 1039 de sexe féminin.